# ویلم اومس
ویلم اومس (هلندی: Willem Ooms; ۱۳ ژانویهٔ ۱۸۹۷ – ۲۴ مهٔ ۱۹۷۲) دوچرخه‌سوار اهل هلند بود.